# Inge Druckrey

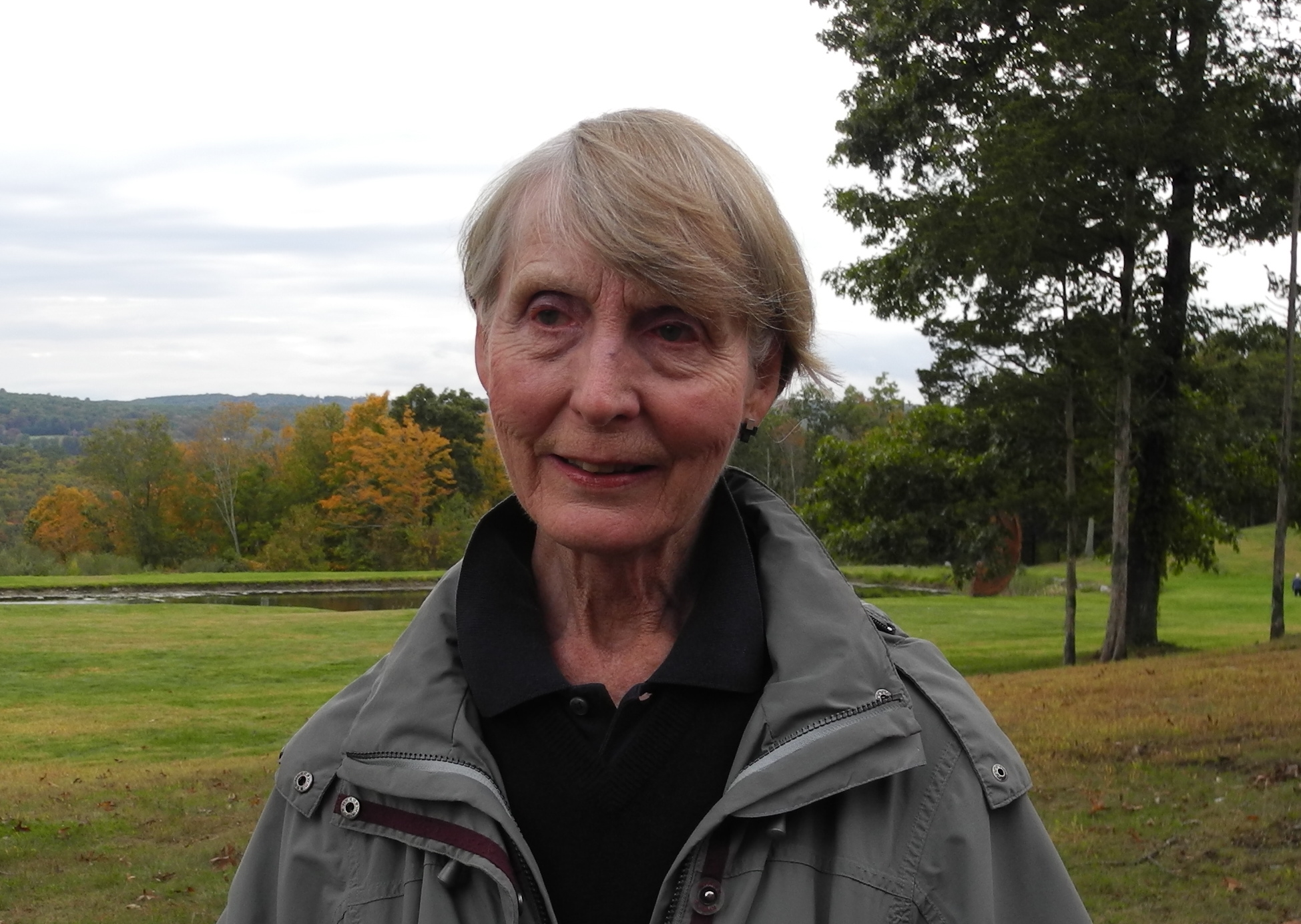
Inge Druckrey

Inge Druckrey (geboren 1940 in Berlin) ist eine deutsch-amerikanische Designerin.

## Leben und Wirken
Inge Druckrey besuchte parallel zu ihrem 1965 abgeschlossenen Design-Studium an der Kunstgewerbeschule Basel Seminare zu Kunstgeschichte und Sprache an der Universität Basel. Im Anschluss arbeitete sie ein Jahr lang für Studio Halpern in Zürich. Ab 1966 unterrichtete sie in den USA an der Yale University, der Rhode Island School of Design, der University of the Arts Philadelphia und am Kansas City Art Institute, in Deutschland lehrte sie an der Kunstgewerbeschule Krefeld. Neben der Lehrtätigkeit arbeitete sie als Gestalterin für Kunden wie IBM und US-amerikanische Universitäten. Ihre Arbeiten verbinden die schweizerische Rationalität mit postmoderner Vielschichtigkeit; sie wurden häufig publiziert und in Sammlungen verschiedener Museen aufgenommen. Druckrey ist mit Edward Tufte verheiratet, dem Autor wegweisender Schriften über Informationsdesign.

## Schriften
- Inge Druckrey, “Learning from Historical Sources,” In: Spirals 91, (Graphic Design Department, Rhode Island School of Design, Fall 1992), S. 121–128.
- H.U. Allemann, Inge Druckrey, Basic Design, Limited Edition Publication, (Kansas City Art Institute, 1968)
- Inge Druckrey, “Signs,” Design Quarterly 92, (Walker Art Center, Minneapolis, Minnesota, 1974)

## Publikationen
- Dawn Ades / Richard Peterson / Robert Brown: The 20th-Century Poster – Design of the Avant-Garde. New York 1984.
- Gerda Breuer, Julia Meer: Women in Graphic Design 1890–2012. Hrsg.: Gerda Breuer, Julia Meer. Jovis, Berlin 2012, ISBN 978-3-86859-153-8, S. 434.
- 2012 drehte Andrei Severny den Dokumentarfilm Teaching to See über Druckreys Arbeiten, Arbeitsweise und Lehrkonzepte.

## Ausstellungen
- 30 Years of Poster Art, Gewerbemuseum Basel, Schweiz, 1983.
- The 20th Century Poster, Design of the Avant-Garde, Walker Art Center, Minneapolis, 1985.
- The Basel School of Design and its Philosophy: The Armin Hofmann Years, Moore College of Art and Design, Rhode Island School of Design, Virginia Commonwealth University, 1986.
- The Modern Poster, Museum of Modern Art, New York, 1988.
- Universal/Unique, 31 Graphic Design Educators,  University of the Arts (Philadelphia), the Herb Lubalin Study Center, Cooper-Hewitt, National Design Museum, New York, 1989.
- Graphic Design in America, Walker Art Center, IBM Gallery of Science and Art, The Phoenix Art Museum, Design Museum at Butlers Wharf in London, 1989.
- UArts Faculty Work, Rosenwald-Wolf and Hamilton Galleries, The University of the Arts (Philadelphia), 2001.